# 山口女子短期大学
山口女子短期大学（日语：／ yamaguchi Joshi Tanki Daigaku *）是过去一所位于日本山口县山口市的公立短期大学。

## 概要

### 简介
- 学校最早可以追溯到1916年[1]。短期大学为于1950年开办[1]、由山口县经营。招生到1974年、停办于1976年[2]。

### 历史
- 1950年 山口女子短期大学成立并同时设置三个学科、以下列举[3]。
  - 日文科
  - 家政科
    - 儿童专攻:改编为保育科于1957年[2]
    - 家政专攻
    - 服装专攻[注 2]
- 1976年停辦。

）。

## 学校环境
- 校区：在了山口县山口市[注 1]

## 历任校长
- 田中晃：最后短期大学校长[4]。

## 组织

### 学科
- 日文科
- 保育科
- 家政科
  - 服装专攻[注 2]
  - 食物专攻

### 专科
| - 没有 |

### 业余课程
| - 没有 |

## 相关链接
- 日本短期大学列表